# Gorivne ćelije
Gorivne ćelije su galvanske ćelije koje proizvode električnu energiju iz energije koja se oslobađa hemijskom reakcijom goriva koje se kontinualno dovodi sa oksidacionim sredstvom. Obično se pod ovim pojmom podrazumevaju vodonično-kiseonične gorivne ćelije.

## Princip rada
Transformacija hemijske energije u električnu u velikoj većini slučajeva se vrši posredno - preko mehaničke energije: motor pretvara hemijsku energiju goriva oslobođenu njegovim sagorevanjem u mehaničku energiju, koja se u električnim generatorima pretvara u električnu.
Gorivne ćelije električnu energiju proizvode neposredno i stoga bi trebalo da budu efikasnije, jednostavnije i pouzdanije. Za sada, njihovu upotrebu sprečavaju tehničke prepreke.
Danas se nade polažu u vodonično-kiseonične gorivne ćelije, koje bi se koristile za pogon automobila (tačnije njihovih elektromotora). Vodonik potreban za proces se mora proizvesti (npr. elektrolizom vode) i dovesti do ćelija, dok se potreban kiseonik može 'uzimati' neposredno iz atmosfere. Skladištenje vodonika je za sada najveći problem, s obzirom na to da je vodonik u smesi sa vazduhom veoma eksplozivan, a i mase rezervoara su problematične. 
Stepen iskorišćenja celog ciklusa (struja → vodonik → struja) je oko 30-40% (kod oto motora – 18%).
Trenutno se gorivne ćelije već koriste na raketnim kosmičkim letelicama i podmornicama.

## Struktura
Gorivna ćelija sastoji se od dve elektrode, koje su odvojene membranom ili elektrolitom. Na anodu se dovodi gorivo (npr. vodonik, metan, metanol, sirćetna kiselina, rastvor glukoze), i ono tu oksiduje. Na katodu se dovodi oksidaciono sredstvo (npr. kiseonik, vodonik peroksid, ...), koje se tu redukuje.
Elektrode su obično napravljene od različitih metala, ili mogu biti ugljenične nanocevčice. Mogu biti i presvučene katalizatorom (npr. platinom ili paladijumom), čime se postiže veća efikasnost. Danas se obično koriste elektrode sa količinom katalizatora 5g/m2.
Kao elektrolit mogu poslužiti razne kiseline (pretežno H34) ili baze (najčešće KOH), keramički materijali ili membrane. U specifičnim gorivnim ćelijama kao elektrolit se koristi gas pod visokim pritiskom. Danas se kao elektrolit najviše koristi KOH, koji se koristio već u ćelijama projekta Apolo, a čija je mana da oksidans mora da se čisti od CO2, jer bi inače dolazilo do reakcije CO2 sa elektrolitom i nastalo jedinjenje bi prestalo da vrši funkciju elektrolita.
Električni napon koji nastaje je teoretski oko 1.23 volta a zavisi od vrste goriva i kvaliteta ćelije. Kod ćelija koje se danas najviše koriste, napon je obično oko 0.95 V. Da bi se dobio veći napon, nekoliko ćelija se vezuje u seriju.

## Reakcija
Gorivo (npr. vodonik) se na anodi katalitički transformiše u katjone (u slučaju vodonika jone H+). Oslobođene elektrone privlači anoda i stvara električnu struju, koja preko elektro potrošača teče ka katodi. Na katodi se oksidaciono sredstvo (većinom kiseonik) redukuje u anjone, a oni onda reaguju sa H+ jonima, stvarajući vodu.
Hemijska jednačina:
{\displaystyle Anoda:2H_{2}\to 4H^{+}+4e^{-}}
Oksidacija / oslobađanje elektrona:
{\displaystyle Katoda:O_{2}+4e^{-}\to 2O^{2-}}
{\displaystyle 2.krak:2O^{2-}+4H^{+}\to 2H_{2}O}
Redukcija / prihvatanje elektrona:
{\displaystyle Ukupno:2H_{2}+O_{2}\to 2H_{2}O}
oksido-redukciona reakcija.

## Literatura
- Gregor Hoogers (2003). Fuel Cell Technology – Hand Book. CRC Press.
- James Larminie and Andrew Dicks (2003). Fuel Cell Systems Explained, (2nd изд.). John Wiley and Sons.
- High Temperature Solid Oxide Fuel Cells-Fundamentals, Design and Applications. Elsevier. 2003.
- Frano Barbir (2005). PEM Fuel Cells-Theory and Practice. Elsevier Academic Press.
- EG&G Technical Services, Inc. (2004). Fuel Cell Technology-Hand book, (7th изд.). U.S. Department of Energy.
- Mench, Matthew M. (2008). Fuel Cell Engines. John Wiley & Sons, Inc.
- Khurmi R.S. Material Science.